# Клодава (Хойницький повіт)
Клодава (пол. Kłodawa) — село в Польщі, у гміні Хойниці Хойницького повіту Поморського воєводства.
Населення — 701 особа (2011).
У 1975-1998 роках село належало до Бидгощського воєводства.

## Демографія
Демографічна структура станом на 31 березня 2011 року:
|          | Загалом | Допрацездатний вік | Працездатний вік | Постпрацездатний вік |
| -------- | ------- | ------------------ | ---------------- | -------------------- |
| Чоловіки | 348     | 85                 | 231              | 32                   |
| Жінки    | 353     | 93                 | 199              | 61                   |
| Разом    | 701     | 178                | 430              | 93                   |